# Waldemar III van Sleeswijk
Waldemar III van Sleeswijk was een zoon van koning Abel van Denemarken en van Mechtildis van Holstein. Waldemar studeerde in Parijs, toen zijn vader in 1250 koning van Denemarken werd. Op terugreis naar Denemarken werd hij gevangengenomen door de aartsbisschop van Keulen, Koenraad van Hochstaden en toen zijn vader in 1252 overleed vertoefde hij nog steeds in gevangenschap, zodat hij zijn vader niet kon opvolgen als koning. Waldemar kwam pas vrij na betaling van een hoog losgeld. In 1254 werd hij ten slotte dan toch hertog van Sleeswijk.